# Sun City (Texas)
Sun City Texas è una comunità ristretta (per età) di 5300 acri (21 km²) a Georgetown, un sobborgo a nord di Austin vicino alla I-35. Essa è parte di una catena di comunità "Sun City" partite da Del Webb. La residenza è permessa unicamente alle persona sopra i cinquantacinque anni e generalmente è orientata ai pensionati.
Sun City Texas è costituito per la maggior da parte abitazioni per famiglie singole, ma anche bifamiliari, townhome e residence. Durante le ore di luce è possibile girare per le strade con i caddy (vetture usate solitamente per spostarsi sui campi da golf) e in più comprandolo si ha diritto a un parcheggio. Ci sono corsi di golf, negozi che vendono intrattenimenti e passatempi, piscine, laghi per la pesca, e molte altre attività di ricreazione.  Ci sono molti gruppi per interessi o hobby, inclusa arte, computer, cucito, carte, investimenti, e danza. La vicinanza della comunità   alla Southwestern University permette a essa di disporre di una varietà di attività culturali aggiuntive. La prosperosa città di Austin, essendo vicina, fornisce una varietà di attività urbane, la regione che circonda la Contea di Hill prevede anche molte opportunità per attività all'aperto.
Sebbene la comunità attiri persone da tutta la nazione, essa si è dimostrata gratificante, specialmente con i pensionati provenienti dal Upper Midwest, a causa del più basso costo della vita (e il relativo clima mite).